# Louisa Lippmann

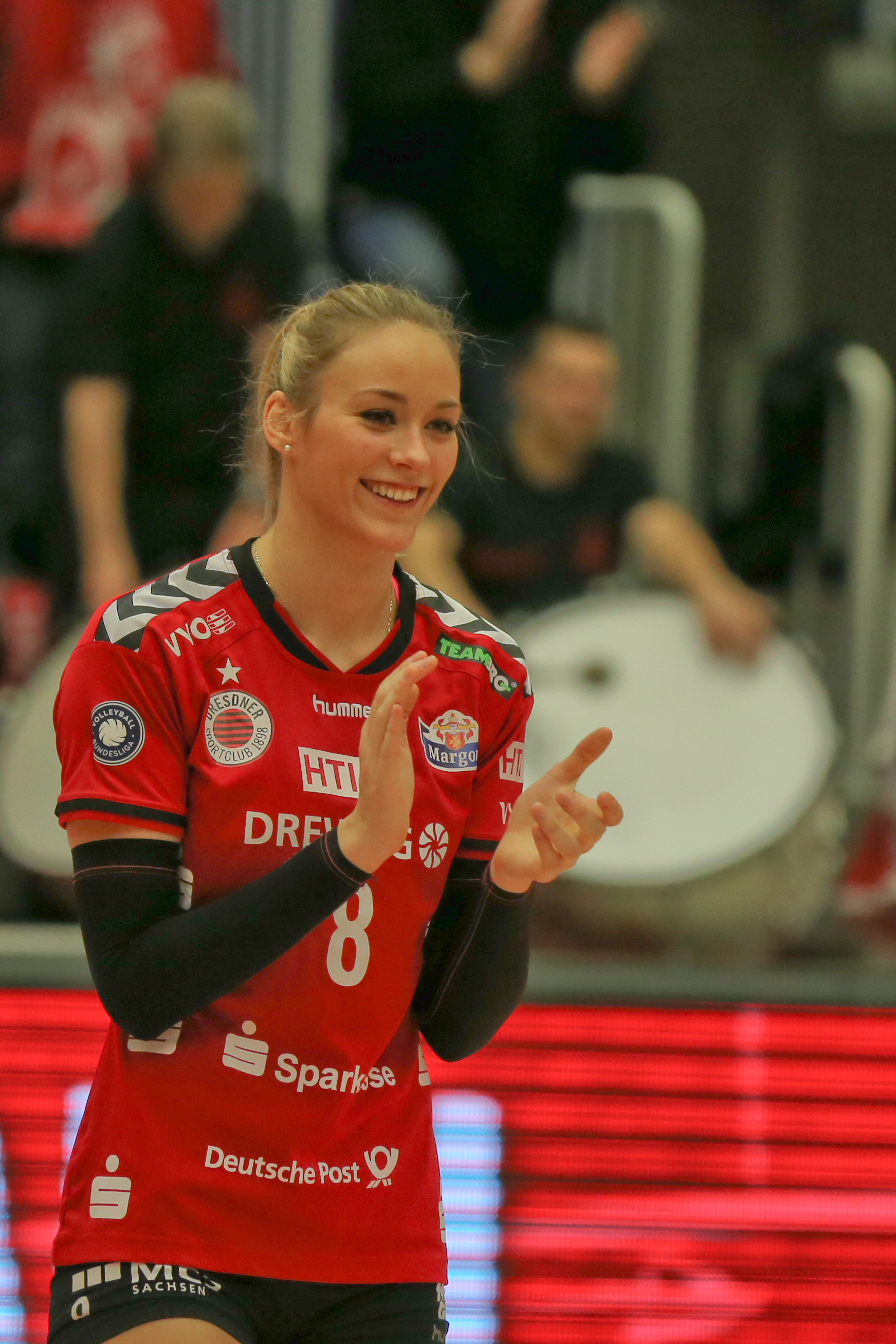
Louisa Lippmann zawodniczką Dresdner SC

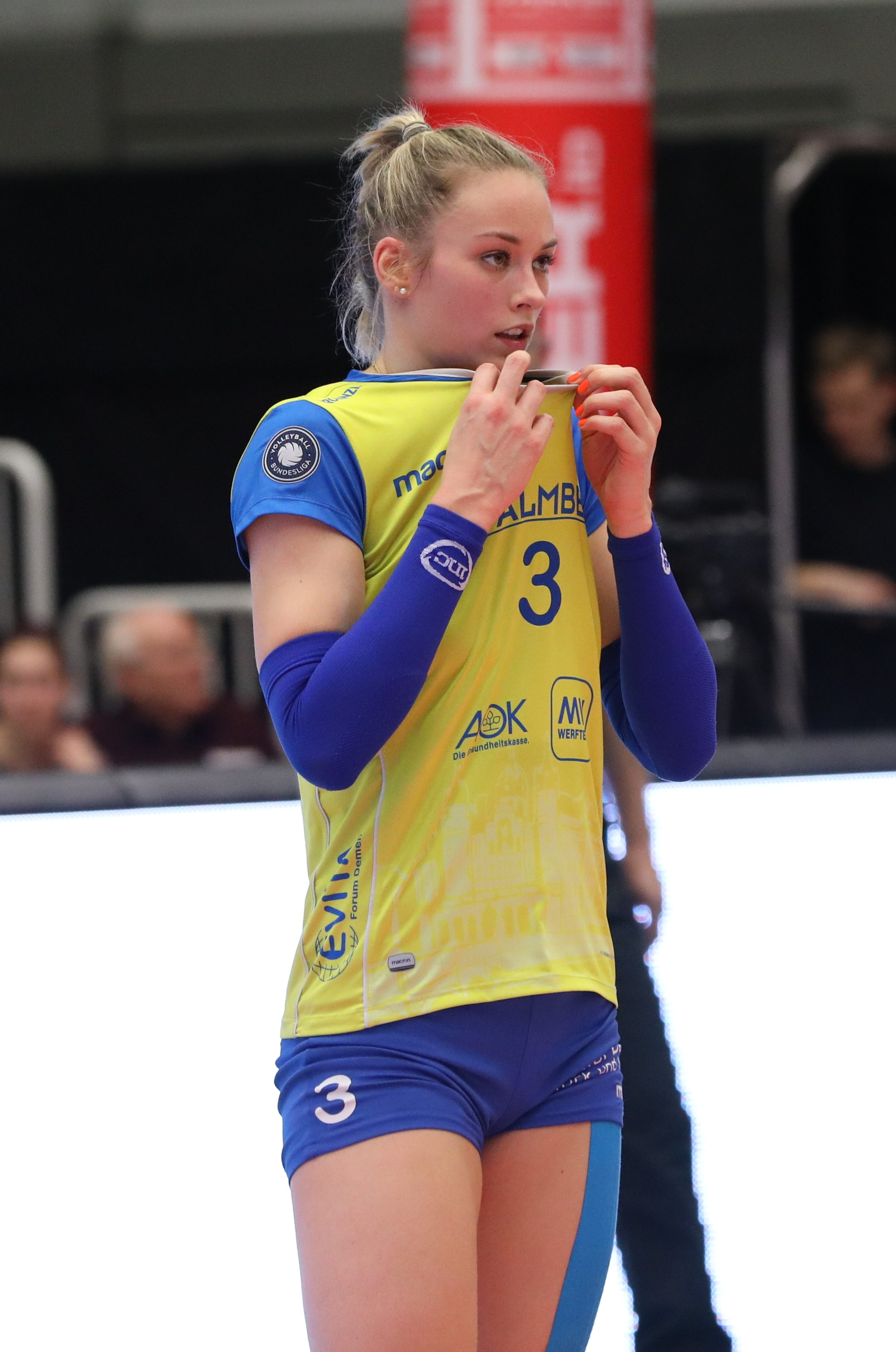
Louisa Lippmann zawodniczką Schwerinera SC

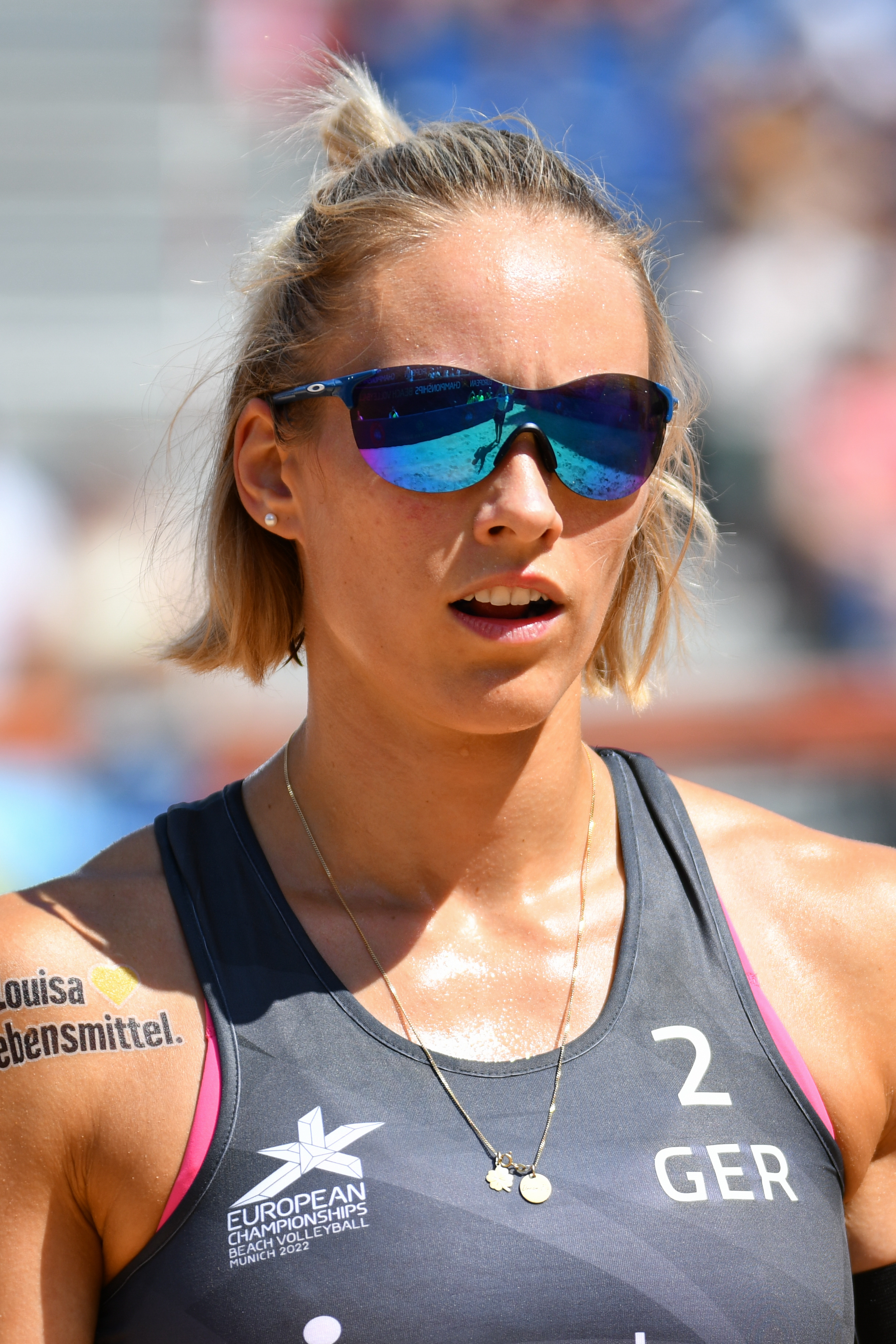
Louisa Lippmann siatkarką plażową w 2022 roku

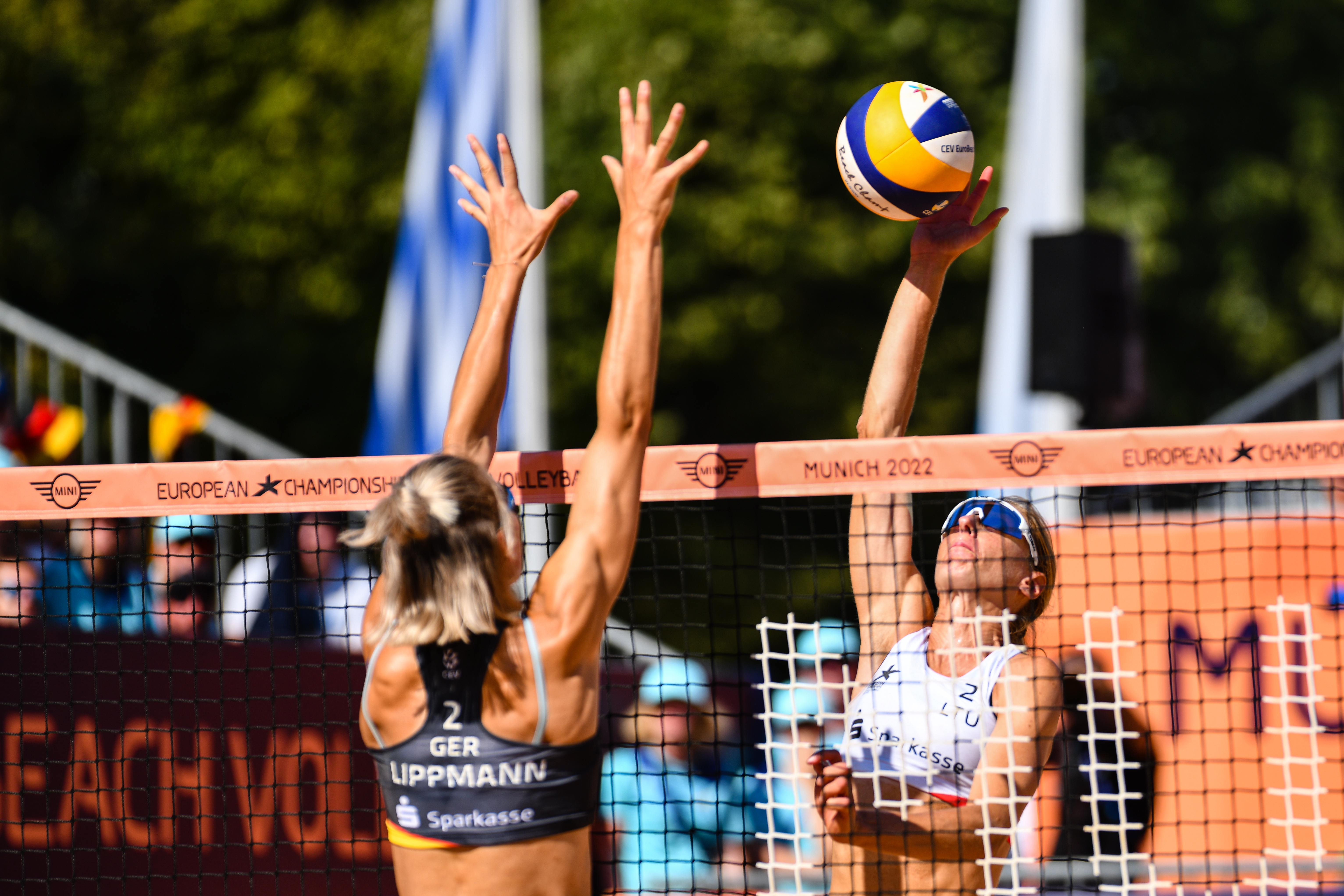
Louisa Lippmann podczas skakania do bloku na Mistrzostwach Europy w siatkówce plażowej 2022

Louisa Lippmann (ur. 23 września 1994 w Herford) – niemiecka siatkarka, grająca na pozycji atakującej, reprezentantka kraju.
Pod koniec kwietnia 2022 roku podjęła decyzję, że kończy karierę w siatkówce halowej.
W Paryżu na Igrzyskach Olimpijskich 2024 w turnieju siatkówki plażowej grała w parze z Laurą Ludwig.

## Siatkówka halowa
| Sezon     | W klubie              | Klub                      |
| 2010/2011 |                       | USC Münster               |
| 2011/2012 |                       | USC Münster               |
| 2012/2013 |                       | USC Münster               |
| 2013/2014 |                       | USC Münster               |
| 2014/2015 | Dresdner SC           |                           |
| 2015/2016 | Dresdner SC           |                           |
| 2016/2017 | Schweriner SC         |                           |
| 2017/2018 | Schweriner SC         |                           |
| 2018/2019 | Il Bisonte Firenze    |                           |
| 2019/2020 | Shanghai Bright Ubest |                           |
| 2019/2020 | od 31.01.2020         | Schweriner SC             |
| 2020/2021 |                       | Shanghai Bright Ubest     |
| 2020/2021 | od 13.01.2021         | Lokomotiw Kaliningrad     |
| 2021/2022 |                       | Savino Del Bene Scandicci |

### Sukcesy klubowe
Liga niemiecka:
- 2015[5], 2016, 2017, 2018

Puchar Niemiec:
- 2016

Superpuchar Niemiec:
- 2017

Liga chińska
- 2020
- 2021

Liga rosyjska:
- 2021

Puchar Challenge:
- 2022[6]

### Sukcesy reprezentacyjne
Volley Masters Montreux:
- 2014[7]
- 2017

Liga Europejska:
- 2014

### Nagrody indywidualne
- 2017: MVP Superpucharu Niemiec
- 2020: Najlepsza atakująca Europejskiego Turnieju Kwalifikacyjnego do Letnich Igrzysk Olimpijskich 2020
- 2020: Najlepsza siatkarka w Niemczech w 2020 roku
- 2021: Najlepsza siatkarka w Niemczech w 2021 roku[8]

## Siatkówka plażowa

### Partnerki[9]
- 2020 Isabel Schneider
- 2022 Lea Sophie Kunst
- 2022 Anna-Lena Grüne
- 2022 Kira Walkenhorst
- 2022- Laura Ludwig
- 2025 - Linda Bock

### Sukcesy
Mistrzostwa Europy 2023:
- Wiedeń[10]

World Tour 2024:
Faza turniejowa
- Saquarema